# آکان نیشینو
آکان نیشینو (انگلیسی: Akane Nishino؛ زادهٔ ۴ فوریهٔ ۲۰۰۲) بازیکن فوتبال اهل ژاپن است.